# Forêts d'altitude des Carpates
Localisation
Les forêts d'altitude des Carpates forment une écorégion terrestre définie par le Fonds mondial pour la nature (WWF), qui appartient au biome des forêts de conifères tempérées de l'écozone paléarctique. Elle recouvre la chaîne des Carpates qui s'étend de la frontière orientale tchèque jusqu'aux Portes de Fer du Danube en Roumanie, à travers la Slovaquie, la Pologne et l'Ukraine.
Ces forêts abritent la plus grande population d'ours bruns, de loups et de lynx de toute l'Europe, ainsi qu'un tiers des espèces végétales du continent.